# 硬核朋克
硬核朋克（英語：Hardcore Punk，通常簡稱為硬核）是朋克摇滚的一个分支，起源于1970年代的英国和北美。硬核朋克比最初的朋克更重，更噪，更快，旋律更加简单更加混乱。硬核朋克风格的歌曲一般比较短、快、响，内容常常涉及激进的反社会、反规则的思想，也正是因為這樣，近年來逐漸被歸類為金屬樂。原先「硬蕊龐克」這個用詞不是那麼固定，一直到加拿大溫哥華樂團D.O.A.透過他們1981年發行的專輯《Hardcore '81》，使得這個詞被廣泛使用。
硬核更引發直刃族（Straight Edge）的文化運動以及強硬派（Hardline）與Youth Crew等等運動。這種音樂類型在80年代的地下音樂，隨著獨立音樂的推廣、DIY精神，更加蓬勃發展，從美國華盛頓哥倫比亞特區到紐約、新澤西甚至是加拿大、英國。他影響數種音樂類型，更成功打入主流市場，諸如金屬核、油漬搖滾、鞭撻金屬、Emo與後硬核。
傳統的硬核從未經歷過主流商業化的成功，但隨著時間推移，部分早期的先鋒樂團獲得了讚賞。樂團Black Flag的專輯《Damaged》更在2003年被列入滾石雜誌五百大專輯中。

## 特色

### 音樂
在龐克搖滾之下，大多數的樂團遵從傳統的「歌手、吉他、貝斯、鼓手」的制度。歌曲寫作這方面，硬蕊較強調節奏而非旋律；唱腔則是採用喊叫反覆的呼喊，也會使用口語的韻文；鼓手會瞬間演奏快速的D-beat，接著進入breakdown橋段；吉他手演奏出獨奏、八度音階、groove，同時也會刷出不同的反饋與不和諧的噪音。
評論家Steven Blush曾說：「性手枪還算是搖滾樂...就像是查克貝瑞（Chuck Berry）的瘋狂版。硬蕊比他激進多。他不是一段和絃式的搖滾。他消除了任何寫歌該有的想法。它有它們的形式。」

### 服裝
服裝是龐克的結晶之一。硬蕊龐克的歌迷們則背道而馳，他們身著T-shirt、牛仔褲與平頭。這種1980年代的現象與1970晚期許多龐克搖滾歌手的煽情流行風格恰恰相反，當時的歌手有精心設計的髮型、刻意撕破的衣服、補丁、飾針、飾釘、刺蝟頭等等。
Black Flag的主唱Keith Morris說：「這樣的...龐克風氣基本上是建立於英格蘭流行。但我們和這些東西一點也沒有關係。Black Flag和the Circle Jerks和這些差多了。我們就像是在加油站或潛艇堡的打工小弟。」

## 歷史

### 1970年代晚期與1980年代早期

#### 美國

##### 洛杉磯
《我們的樂團可以是你的生活》一書的作者Michael Azerrad稱Black Flag為硬蕊龐克的「教父」。Black Flag由負責吉他與填詞的Greg Ginn所創立，成立於加州的赫莫薩海灘，他們第一場表演在1977年十二月。原先團名叫Panic，後來在1978年改成Black Flag。
就在1979年，Black Flag加入了其他洛杉磯樂團的硬蕊樂手，包括Fear、The Germs、the Circle Jerks，其中the Circle Jerks的就是Black Flag的創團主唱Keith Morris。這些樂團都在1981年的紀錄片《西方文明的墮落》，導演Penelope Spheeris。到影片發布的時候，新的硬蕊樂團都已經在這個地方發跡，包括The Adolescents、Angry Samoans、Bad Religion、The Descendents、Dr. Know、Ill Repute、Minutemen、Suicidal Tendencies、TSOL、Wasted Youth與Youth Brigade。
當相當受歡迎的傳統龐克，如：雷蒙斯合唱團、衝擊合唱團和性手枪都還在大廠旗下的時候，硬蕊樂團則不是。然而，Black Flag卻是個例外，他們很快被環球音樂旗下的MCA唱片子公司Unicorn唱片簽下，但後來因為公司的主管認為他們的音樂有「反家長」的意味，與他們解約。與其試著讓大廠來簽約，這些樂手們不如自己成立獨立唱片公司來銷售自己的音樂。Ginn成立了SST唱片，在1979年，發行了Black Flag的第一張EP《Nervous Breakdown》，這間唱片公司繼續發行其他硬蕊藝人的作品。Azerrad說他們：「輕易地成為最具影響力與流行性的八零年代地下獨立音樂」不僅是SST唱片，後來也有一連串樂手自行成立唱片公司，如來自Youth Brigade的Shawn與Mark Stern他們所成立的BYO唱片，Bad Religion的Brett Gurewitz則成立了Epitaph唱片、Minutemen的D. Boon成立Alliance唱片，同時還有歌迷自行成立的唱片公司，舉凡Frontier唱片與Slash唱片。
樂團也出資籌畫他們的巡迴。Black Flag的巡演在1980年與1981年，這使他們與北美各地正在茁壯發展的硬蕊樂壇接觸，為後繼之輩開創出一條新的道路。樂團Youth Brigade就是其中之一，被記載在紀錄片《另一個心境》中。

##### 三藩市
樂團Black Flag成軍於洛杉磯後，在三藩市也成立了另個樂團，叫作Dead Kennedys。這個樂團早期的音樂還是比較接近傳統的龐克搖滾，但在1981年的專輯《In God We Trust, Inc.》，他們開始轉變為大家所認知的硬蕊。Dead Kennedys的發展類似於樂團Black Flag與Youth Brigade，他們在透過自己的唱片公司Alternative Tentacles出版作品，除了自己的作品以外，Alternative Tentacles唱片還發行了影響深遠的一張硬蕊龐克合輯《Let Them Eat Jellybeans!》。
雖然不像洛杉磯的風氣那麼盛行，但在1980年代，三藩市的Bay Area還是出現了許多值得注意的樂團，包括：Crucifix、Flipper、Kwik Way以及Whipping Boy。此外，在這時期幾個德州出身的重要樂團The Dicks、MDC、Verbal Abuse與Dirty Rotten Imbeciles（D.R.I.）都重新以三藩市為活動區域。
這個現象是因為在三藩市的Mabuhay Gardens俱樂部所幫助的，他的提倡人Dirk Dirksen，後來被尊稱為「龐克教皇」（The Pope of Punk）。另一個重要的地方機構則是Tim Yohannan的歌迷雜誌（爱好者杂志）Maximumrocknroll，與他在加州柏克萊設立的廣播電台KPFA極限搖滾電台秀（KPFA Maximum RocknRoll Radio Show），播放了北加州年輕樂團的音樂。

##### 華盛頓特區
在美國西岸第一個成立的硬蕊龐克樂團就是來自華盛頓特區的Bad Brains。成立於1977年，成員全為非裔美國人，他們早期的幾首歌曲為節奏相當快的搖滾歌曲。1980年，發行了第一張單曲《Pay To Cum》，自此影響華盛頓特區的硬蕊樂壇。
1979年，成立樂團Teen Idles的Ian MacKaye與Jeff Nelson，就是受到Bad Brains的影響。Teen Idles在1980年解散，接著MacKaye和Nelson又再度組成另一個樂團Minor Threat，他在硬蕊龐克界中影響相當深遠。比起同期的樂團，Minor Threat使用更快的節奏與更強烈的riff。以歌曲《Straight Edge》道出對抗毒品、酒精的態度，激發了直刃族運動。MacKaye與Nelson也開了獨立唱片公司Dischord唱片，運作的據點在Dischord House，發行在華盛頓特區的樂團，有：The Faith、Iron Cross、Scream、State of Alert、Government Issue、Void與Youth Brigade。頗具影響力的合輯《Flex Your Head》紀錄了該年代在當地的硬蕊場景。

##### 波士頓
在波士頓著名的硬蕊龐克團體有Jerry's Kids、Gang Green、The F.U.'s、SS Decontrol、Negative FX、The Freeze和Siege。這一派樂團是受華盛頓特區的直刃族的影響，他們經常攻擊那些酗酒或吸毒的龐克族們。許多爭議圍繞在這群團體中，他們奇特的行為激起了一個爭議，那就是在硬蕊場景中的暴力行為。1980年代晚期，Elgin James被牽扯進入波士頓直刃族的派系鬥爭，後來在他的幫助之下，成立朋友站出來組織（Friends Stand United）。
1982年，Modern Method唱片發表了一張名為《This Is Boston, Not L.A.》的波士頓硬蕊樂團合輯。這張合輯包含的樂團有：The Proletariat、The Freeze、The F.U.'s、Jerry's Kids與Gang Green。另外，Curtis Casella的Taang!唱片也是這年代發表這類作品的重要中心之一。

##### 紐約
當樂團Bad Brains由華盛頓特區轉移發展地點到這個市鎮時，紐約的硬蕊龐克場景就在1981年開始發展了。從1981年開始，在紐約出現了大量新興硬蕊樂團，諸如The Mob、The Abused、Heart Attack、Kraut、Beastie Boys、Murphy's Law、Urban Waste、Agnostic Front、Reagan Youth、No Thanks、The Icemen與Warzone。這些在紐約發展的樂團，多半來自紐澤西，其中最著名的就是樂團the Misfits。其他像是Adrenalin OD、Mucky Pup與The Undead也都是。在1980年代初期，紐約硬蕊場景的匯集地在一個小間的after-hours酒吧A7，在曼哈頓的lower east方。後來，這個場景的中心轉換到喜愛硬蕊音樂的Hilly Kristal，他所開的CBGB俱樂部，在幾年間，這家俱樂部每個禮拜都會在假日舉辦硬蕊的白日表演。但是一場暴力事件，迫使Kristal在1990年終止硬蕊音樂的演出。

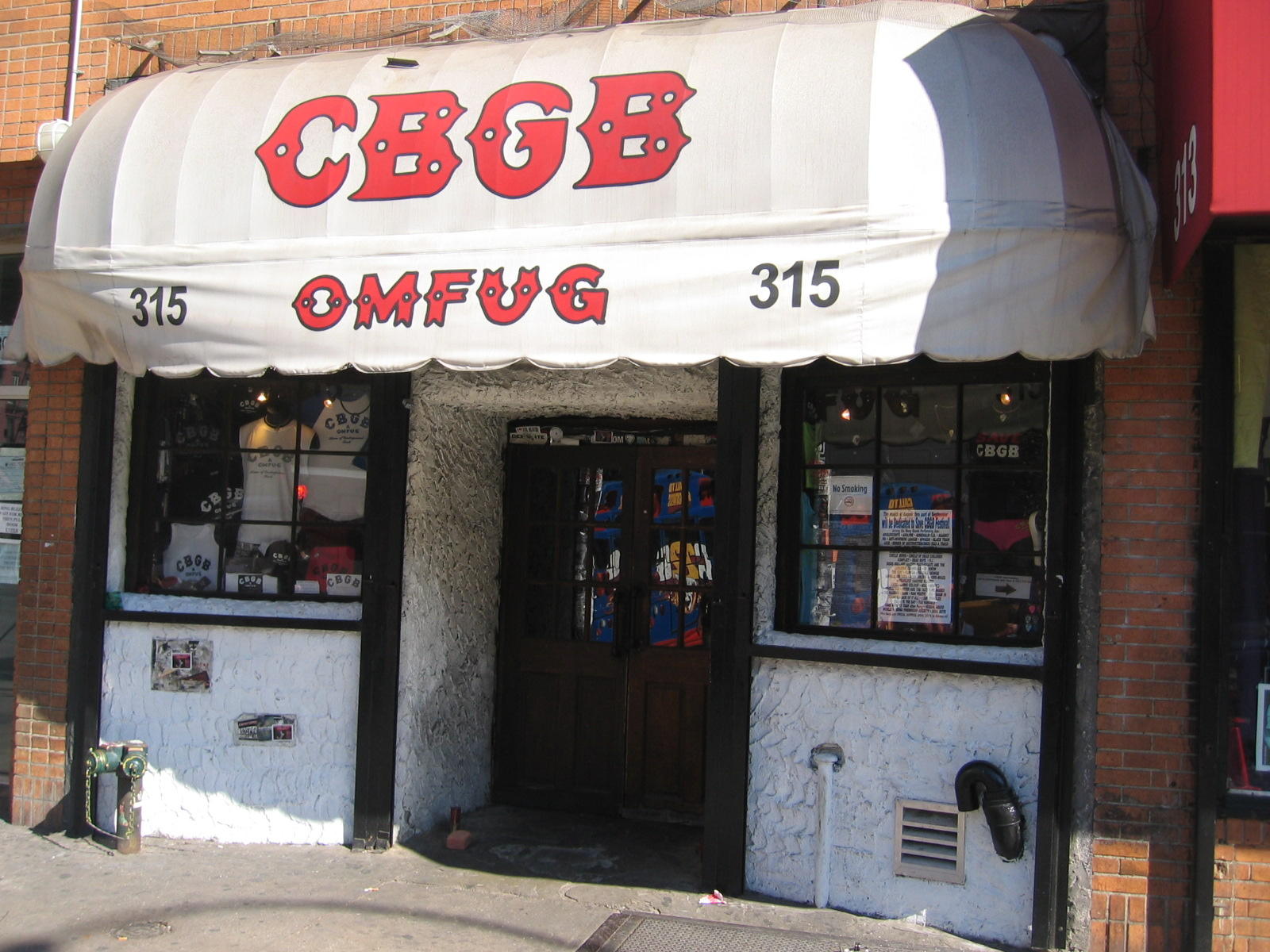
紐約的CBGB

紐約都會區的電台WFMU上，早期的電台發聲來自Pat Duncan，他主主持了一個LIVE龐克與硬蕊節目，自1979年開播，每週一次。康乃狄克州的布里奇波特也有名為Capital電台（Capital Radio）的早場秀，這個秀以硬蕊為主，主持人為在電台WPKN的Brad Morrison，這個電台自1979年的二月開始，每個禮拜播出，一直到1983的年底。在紐約市，Tim Sommer在WNYU主持了Noise The Show。1982年Bob Sallese製作了一張合輯《The Big Apple Rotten To The Core》，由S.I.N.唱片發行，演出的樂團為The Mob、Ism與其他四個來自A7早期的幾個樂團。這張專輯在商業廣播台WLIR獲得了相當大的名氣，接著開始在全國大學的電台上散播開來。下一張專輯《The Big Apple Rotten To The Core, Vol. 2》則是在1987年透過Raw Power唱片發行。

##### 北美其他地區
當芝加哥的Articles of Faith、Big Black與Naked Raygun活動的同時，Minneapolis則出現了Hüsker Dü、The Replacements等等硬蕊團。底特律地區則是Crucifucks、Degenerates、The Meatmen、Negative Approach、Spite與Violent Apathy的發源地。此外，樂團JFA與Meat Puppets都來自亞利桑那州的鳳凰城；Reno, Nevada有7 Seconds和Butthole Surfers；Butthole Surfers、Big Boys、The Dicks、Dirty Rotten Imbeciles（D.R.I.）、Really Red與MDC則是從德州來的。在奧勒岡州波特蘭活動的樂團有Poison Idea、Final Warning與The Wipers。當然在華盛頓州的還有The Accüsed、The Fartz、Melvins以及10 Minute Warning。
D.O.A.在1979年成立於英屬哥倫比亞溫哥華，發行了專輯《Hardcore '81》，他們是第一個被認為是「硬蕊」（Hardcore）的樂團。其他發跡自英屬哥倫比亞樂團為Dayglo Abortions與The Skulls。